# Blue Guitars
Blue Guitars ist ein Blues-Album, welches am 14. Oktober 2005 von Sänger und Gitarrist Chris Rea veröffentlicht wurde. Das Album ist in Form eines Buches aufgebaut, welches elf CDs, eine DVD und Abzüge von Gemälden, die Rea angefertigt hat, enthält. Ebenso hat er jede der CDs beschrieben und es sind die Songtexte zu allen Liedern abgedruckt.

## Entstehungsgeschichte
Blue Guitars ist das letzte von fünf Blues-Projekten, welche Chris Rea nach der Heilung von seinem Bauchspeicheldrüsenkrebs 2002 begonnen hatte. Er veröffentlichte dieses ambitionierte Projekt, das die Geschichte der Blues-Musik von der Entstehung bis hin zu den 1960ern/1970er Jahren darstellen soll, als ein Medienpaket bestehend aus elf CDs, einer DVD und einem Buch mit seinen eigenen Gemälden sowie umfangreichen Liner-Notes. Er selbst bezeichnete das Projekt als „Earbook“ („Ohrbuch“). Er gründete dazu seine eigene Plattenfirma, Jazzee Blue/EarBooks, nachdem sein Majorlabel ihn während seiner Erkrankung fallen gelassen hat. Er nutzt den neuen Vertriebsweg, um sich von den Zwängen der Musikindustrie loszusagen.
Die Alben enthalten zusammen 137 Lieder, die Rea zwischen 2004 und 2005 geschrieben und aufgenommen hat. Inspiriert von Bill Wyman und dessen Buch „Blues Odyssey“ macht er sich bei diesem Album auf den eigenen Weg um die Geschichte des Blues nachzuerzählen. Er beginnt bei den afrikanischen Wurzeln und geht bis zu dem 1970er- und 1980er-Jahre-Blues. Dabei verwendet Chris Rea und seine Backing-Band authentische Instrumente der jeweiligen Ära und auch die brandneuen Lieder versuchen die Themen zu bedienen, die in jener Zeit für den Blues prägend waren. Einige der mittlerweile sehr raren Elemente wurden extra für das Album angeschafft. So beschrieb Chris Rea in der Zeitschrift Classic Rock, dass sie für den Chicago-Teil (Chicago Blues) das Studio so eingerichtet hatten, wie es ein Muddy Waters oder ein Willie Dixon vorgefunden hätte. Extra für die Aufnahmen wurden zwei Amps von Supra über EBay angeschafft. Die Lieder selbst wurden weitestgehend live im Studio aufgenommen, wobei für jede CD etwa ein Monat Aufnahmezeit in Anspruch genommen wurde. In Deutschland wurde das Earbook sogar auf der Frankfurter Buchmesse vorgestellt. Das Projekt war kommerziell ebenfalls erfolgreich, auch wenn es durch das ungewöhnliche Format nicht in die Charts kam.
Die einzelnen Alben in chronologischer Reihenfolge heißen:
1. „Beginnings“
2. „Country Blues“
3. „Louisiana & New Orleans“
4. „Electric Memphis Blues“
5. „Texas Blues“
6. „Chicago Blues“
7. „Blues Ballads“
8. „Gospel Soul Blues & Motown“
9. „Celtic & Irish Blues“
10. „Latin Blues“
11. „60s & 70s“

## Die einzelnen Alben

### Beginnings
Dieses Album, welches am Anfang des Projektes steht, führt den Hörer auf den Schwarzen Kontinent, wo der Blues seine Wurzeln hat. Die Zeiten waren schwierig und die Sklaverei war auf ihrem Höhepunkt angelangt. Viele Afrikaner wurden verkauft und auf andere Kontinente verschifft, oftmals verraten von ihren eigenen Leuten. Die Musik selbst hat dabei wenig mit dem zu tun, was wir heute als Blues kennen. Die traurige und dunkle Grundstimmung jedoch war damals schon gegeben.
1. West Africa – 4:14
2. Cry for Home – 4:58
3. The King Who Sold his Own – 5:18
4. White Man Coming – 4:01
5. Where The Blues Come From – 6:18
6. Lord Tell Me It Won’t Be Long – 4:58
7. Work Gang – 4:32
8. Praise the Lord – 4:41
9. Sweet Sunday – 5:38
10. Sing Out the Devil – 6:08
11. Boss Man Cut My Chains – 3:21

### Country Blues
Die Südstaaten der USA hatten den wohl größten Einfluss auf die Kultur der Sklaverei in jenen Zeiten. Als die Menschen aus Afrika dorthin verschifft wurden, begann ein regelrechtes Martyrium. Sie lebten in Angst, arbeiteten hart bis zum Umfallen und gewöhnten sich daran, keinen Wert in der Gesellschaft zu haben. So entstand der Country Blues, welcher musikalisch sehr an die Klänge der Südstaaten erinnert. Von Rassismus, Alkoholismus und der Suche nach einem besseren Leben sprechen zum Beispiel die Titel KKK Blues, Too Much Drinkin’ und Ticket for Chicago. Gesellschaftliche Probleme begannen dem Blues ein neues Gesicht zu geben.
1. Walkin’ Country Blues – 3: 40
2. Man Gone Missing – 4:40
3. Can’t Stay Blues – 4:58
4. KKK Blues – 4:56
5. Too Much Drinkin’ – 4:52
6. Catwalk Woman – 4:32
7. If You’ve Got a Friend in Jesus – 4:24
8. Head Out on the Highway – 4:32
9. Wild Pony – 4:10
10. Steam Train Blues – 3:50
11. Going Up to Memphis – 4:20
12. Somewhere Between Highway 61 & 49 – 6:06
13. Ticket for Chicago – 5:16
14. Dance All Night Long – 4:31

### Louisiana & New Orleans
Fälschlicherweise existiert bei vielen Menschen die Vorstellung, dass der Blues seinen Ursprung in Louisiana, New Orleans oder dem Mississippi Delta hat. Als die Musik aus Afrika in diese Gegend kam, wurde sie mit lokalen Instrumenten, zum Beispiel der Klarinette, verschiedenen Blechblasinstrumenten, dem Klavier, Banjo und Akkordeon vermischt und es entstand der charakteristische New Orleans Blues. Dieser wurde für viele moderne Blues-Musiker die Basis ihres Schaffens.
1. Two Days Missing Down the Viper Room – 2:56
2. Who Cares If I Do – 4:23
3. What Made Me Love You – 3:16
4. You Got Dixie – 4:41
5. One Night With You – 5:29
6. Talking ’bout New Orleans – 5:27
7. Le Fleur de la Vie – 3:13
8. Catfish Girl – 3:50
9. Only a Fool Plays by the Rules – 4:00
10. Baby Come Home – 3:30
11. Dance Avec Moi – 3:15
12. L’ete Eternal – 3:31

### Electric Memphis Blues
In gut besuchten Bars war es manchmal ein Ding der Unmöglichkeit, gegen die Menge anzuspielen. Das änderte die elektronische Revolution in der Musik. Der Blues bekam neue Töne, Orgel, Keyboard und Gitarre wurden auf einmal elektronisch betrieben und ein neues Aufnahmezeitalter in den Studios hat begonnen. Rea macht das im Lied "Electric Guitar" klar, in dem er singt: "Now I can play above the bar noise, Man I’m bigger than the crowd" (Jetzt kann ich lauter als der Krach in der Bar spielen, Mann, ich bin größer als die Menge).
1. Electric Guitar – 4:42
2. Electric Memphis Blues – 4:15
3. All Night Long – 4:11
4. Born Bad – 3:46
5. Let’s Start Again – 3:52
6. What I’m Looking For – 4:26
7. Rules of Love – 3:12
8. What You Done to Me – 3:28
9. Hobo Love Blues – 3:38
10. Pass Me By – 3:06
11. The Soul of My Father’s Shadow – 3:52
12. My Blue World Says Hello – 4:06

### Texas Blues
Später bannte sich der Blues seinen Weg in den sandigen, heißen wilden Westen, mit seinen endlosen Straßen und seiner brennenden Sonne. Die Musik bekam einen neuen Anstrich durch typische Instrumente, wie man sie in den Wüstenregionen der USA kannte (Mundharmonika, Slide-Gitarre) und es wurde so das Lebensgefühl des zweitgrößten US-Bundesstaates deutlich hervorgehoben. Auch das Migrationsproblem spricht Rea in diesem Album an. Im Lied The American Way erzählt er die Geschichte eines illegalen Migranten, der versucht, den amerikanischen Traum zu leben.
1. Lone Rider (Texas Blues) – 4:44
2. Texas Blue – 5:10
3. No Wheels Blues – 5:02
4. Lone Star Boogie – 5:16
5. Blind Willie – 6:48
6. The American Way – 4:07
7. Angellina – 4:47
8. Truck Stop – 4:49
9. Weekend Down Mexico – 4:20
10. Texas Line Boogie – 4:41
11. Too Big City – 5:02
12. Houston Angel – 3:59

### Chicago Blues
Im Laufe der Zeit verlagerte sich das Leben immer mehr in Ballungszentren und die Menschen zogen aus dem Süden weiter in den Norden. Ganz besonders beliebt war dabei Chicago, eine aufstrebende, moderne Stadt, die viel Arbeit und Wohlstand versprach. Auch die Musik zog mit. Sie behielt als Basis den in Louisiana, New Orleans und Memphis geschaffenen Blues-Stil und vermischte sich dann mit Jazzklängen (vor allem dem Saxophon) was sie intensiver und rauer machte. Der Chicago Blues änderte auch den Schwerpunkt der Texte und fokussierte jetzt mehr Drogen, Sex, Alkohol und Obdachlosigkeit, aber auch die Hoffnungen einer neuen Generation (besungen im Lied Chicago Morning).
1. I’m Moving Up (Chicago Blues) – 4:30
2. Maxwell Street – 4:39
3. Bob Taylor – 5:15
4. She’s a Whole Heap of Trouble – 2:30
5. Jazzy Blue – 3:24
6. Hip-Sway – 3:39
7. That’s the Way It Goes – 3:32
8. To Get Your Love – 5:07
9. Chicago Morning – 4:56
10. Catwalk Woman – 3:35
11. Since You’ve Been Gone – 4:09
12. All Night Long – 5:27
13. Here She Come Now – 4:14

### Blues Ballads
Als das Piano beim Blues eine immer vordergründigere Rolle einnahm, entstanden die Blues-Balladen, eine ganz ruhige und künstlich drapierte Unterart der einst wilden und regellosen Musikrichtung. Die Musik der zerbrochenen Leben wurde zur Musik der zerbrochenen Herzen. Die Fundamente des Blues aus der Vergangenheit bestanden jedoch weiterhin.
1. Last Call (Blues Ballads) – 3:41
2. Maybe That’s All I Need to Know – 4:28
3. Deep Winter Blues – 5:09
4. If I Ever Get Over You – 5:08
5. I Love the Rain – 4:35
6. My Soul Crying Out for You – 3:38
7. If That’s What You Want – 4:18
8. There’s No One Looking – 5:34
9. What Became of You – 4:54
10. My Deep Blue Ways – 4:25

### Gospel Soul Blues & Motown
Jede Generation kreiert nahezu eigene Musikstile, die jedoch auf den klassischen basieren. So nahm die Indy/Hippie-Bewegung den Blues, beließ ihm seine klassischen Elemente, veränderte jedoch leicht die Hauptinstrumente. Elektronische Gitarren und Banjos hatten nun den Vorrang und aus dem ehemals harten und kantigen Blues machten unter anderem die Künstler, die bei der Plattenfirma Tamla Motown aus Detroit unter Vertrag standen, ein weiches und angenehmes Hörvergnügen.
1. Sweet Love – 4:25
2. Break Another Piece of My Heart – 4:39
3. Ball & Chain – 5:08
4. Gospel Trail – 5:05
5. Shy Boy – 3:52
6. Come Change My World – 4:15
7. Call on Me – 4:10
8. Just in Case You Never Knew – 4:29
9. Let Me In – 5:52
10. I’ll Be There for You – 4:18
11. The Pain of Loving You – 3:57
12. Are You Ready – 6:08

### Celtic & Irish Blues
Der Blues bahnte sich seinen Weg durch viele Kulturen, so auch durch die der irischen und schottischen Einwanderer. Mit einer melancholischen Grundstimmung, für welche Schotten und Iren sehr bekannt sind, wurden ganz neue Perspektiven für den Blues und seine Entwicklung geschaffen. Traditionelle Instrumente der nordeuropäischen Immigranten fanden Platz und verpassten der Stilrichtung einen keltischen Anstrich.
1. Celtic Blue (Celtic and Irish Blues) – 8:11
2. Too Far from Home – 7:28
3. ’Til the Morning Sun Shines on My Love and Me – 5:39
4. Lucky Day – 5:16
5. What She Really Is – 5:03
6. Wishing Well – 4:11
7. Irish Blues – 4:14
8. No More Sorrow – 6:05
9. While I Remain – 5:30
10. Last Drink – 5:17
11. ’Til I Find My True Love’s Name – 3:42
12. Big White Door – 5:36

### Latin Blues
Im Süden der Vereinigten Staaten wanderte der Blues nicht nur nordwärts gen Chicago, sondern er kam auch nach Lateinamerika. Gleichzeitig brachten die afrikanischen Sklaven den Blues aus der Heimat nach Brasilien, wo er eine eigene Entwicklung durchlief. Es entstand eine Mischung aus Mississippi Blues, dem Bossa Nova und sogar dem Reggae. Doch anstatt von Texten, welche Sonne und gute Laune vermitteln sollten, waren die leitenden Themen in dieser Entwicklungsstufe des Blues eher dunkel und traurig.
1. Hey Gringo (Latin Blues) – 6:04
2. Immigration Blues – 5:19
3. Still Trying to Clear My Name – 4:26
4. Sun Is Hot – 4:28
5. Screw You and Your Deep Blue Sea – 4:43
6. Nothing Seems to Matter No More – 3:55
7. Sometimes – 5:00
8. Lampiou – 5:46
9. Keep on Dancing – 3:56
10. Lucifer’s Angel – 5:08
11. How I Know It’s You – 4:17
12. Forever – 5:03
13. You Got Soul – 5:27
14. Bajan Blue – 4:57

### 60s & 70s
Die Zeiten ändern sich, Generationen vergehen, und auch der Blues durchläuft eine deutliche Metamorphose. Nach 200-jähriger Entwicklungsgeschichte ging die Musikrichtung wieder zu ihren Wurzeln zurück. Man hörte wieder das Ursprüngliche, das Alte, heraus. Doch durch die Flower-Power-Bewegung am Ende der 1960er bekam der Blues neue Elemente, was ihm ein neues Gesicht verschaffte. Die Hippies versahen ihn mit dem Lebensgefühl ihrer Generation und wollten, durch die nicht veränderte Basis, den Vorgängern dieser Musikrichtung ihren Respekt zollen.
Tracklist:
1. My Baby Told Me (Blues) – 2:55
2. Got to Be Moving – 4:03
3. My Baby Told Me (Gospel) – 3:19
4. Heartbreaker – 2:58
5. Yes I Do (Instrumental) – 3:28
6. Wasted Love – 4:44
7. Cool Cool Blue – 4:15
8. Clarkson Blues – 5:09
9. Who Killed Love – 4:27
10. Never Tie Me Down – 4:13
11. Mindless – 3:55
12. Ain’t That Just the Prettiest Thing – 5:20
13. Nobody But You – 3:55
14. Waiting for Love – 4:57
15. Blue Morning in the Rain – 4:50

### Dancing Down the Stony Road DVD
Diese DVD ist ein kleines Extra, welches den Entstehungsprozess von Reas Album „Dancing Down the Stony Road“ aus dem Jahr 2002 zeigt. In dem Film erzählt er über seine schwere Krebskrankheit und seinem Wunsch ein Bluesalbum zu produzieren. Es enthält Interviews mit den Bandmitgliedern und zeigt den Produktionsprozess des Albums vom Writing bis hin zur Aufnahme.

## Best of
Edel Records veröffentlichte 2007 eine Art Best-of des CD-Boxsets unter dem Titel (Blue Guitars) - A Collection of Songs -,  Diese enthält 22 Songs auf insgesamt zwei CDs und ein Booklet mit Liner Notes und Gemälden.
CD1
1. Where The Blues Comes From – 6:18
2. Too Much Drinking – 4:52
3. Only a Fool Plays by the Rules – 4:00
4. The Soul of My Father’s Shadow – 3:52
5. Lone Star Boogie – 5:16
6. She’s a Whole Heap of Trouble – 2:30
7. If I Ever Get Over You – 5:08
8. Come Change My World – 4:15
9. Lucky Day – 5:08
10. Screw You and Your Deep Blue Sea – 4:43
11. Clarkson Blues – 5:09

CD2
1. Work Gang – 4:32
2. Wild Pony – 4:10
3. One Night With You – 5:29
4. Born Bad – 3:46
5. The American Way – 4:07
6. Catwalk Woman – 3:35
7. If That’s What You Want – 4:18
8. Gospel Trail – 5:05
9. Till I Find My True Love’s Name – 3:30
10. Sometimes – 5:00
11. Who Killed Love – 4:27